# قتل کیتی جنویز

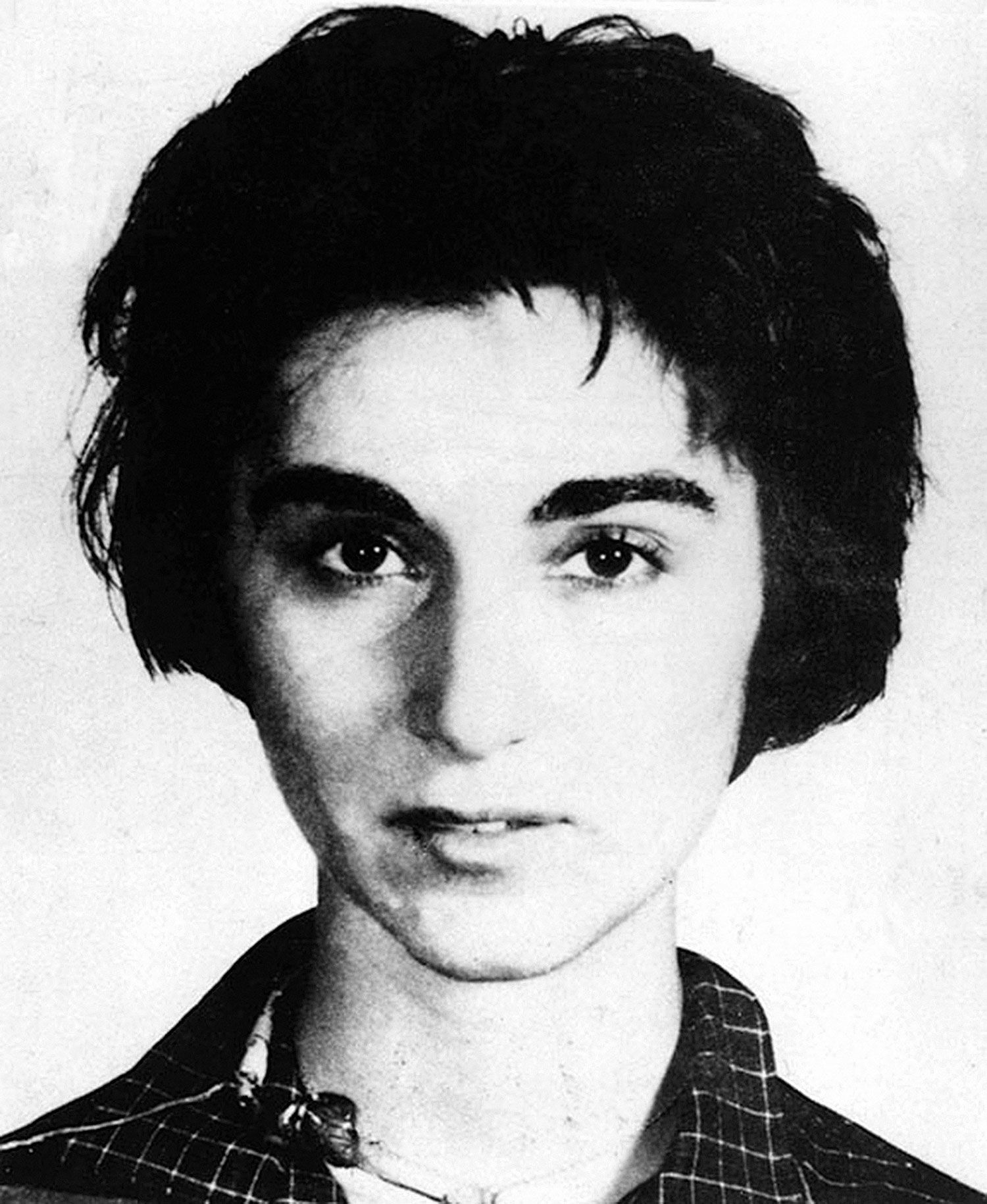
نگاره‌ٔ کاترین (کیتی) جنُویز در دپارتمان پلیس نیویورک - ۱۹۶۱

کاترین (کیتی) جنُویز، (به انگلیسی: Catherine (“Kitty”) Genovese)، (ژوئیه ۱۹۳۵–۱۳ مارس ۱۹۶۴) زنی بود که در ۱۳ مارس ۱۹۶۴ در نزدیکی خانه خود در شهر نیویورک توسط وینستون موسِلی به‌طرز بی‌رحمانه‌ای کشته شد. او در حالی‌که اواخر شب به خانه‌اش برمی‌گشت، مورد حمله و تجاوز قرار گرفت. ادعا می‌شود ۳۸ نفر شاهد قتل او بودند، اما با وجود آن‌که نزدیک به نیم‌ساعت در خیابان فریاد می‌زد، هیچ‌کس به کمک او نرفت. مدرکی دال بر حضور ۳۸ نفر شاهد وجود ندارد و حداقل دو نفر دست به اقدام زده و به پلیس گزارش دادند.
بسیاری این موضوع را به بی‌عاطفه‌شدن شهروندان شهرهای بزرگ نسبت دادند. روزنتال (۱۹۶۴) می‌نویسد: «بی‌تفاوتی به همسایگان و مشکلات آنها یک بازتاب (رفتار) شرطی‌شدهٔ زندگی در نیویورک و دیگر شهرهای بزرگ است.»
روزنامه‌نگاران، روان‌پزشکان، جامعه‌شناسان و بسیاری دیگر درصدد توضیح این بی‌عملی شاهدان برآمدند. به‌خصوص روانشناسان اجتماعی تلاش کردند تا شرایطی را که تحت آن یک تماشاچی به شخص گرفتار کمک می‌رساند، فهم‌کنند. خیلی زود آزمایش‌ها نشان داد که برخلاف تئوری‌های محبوب، مردم شهرهای بزرگ نسبت به درد و رنج هم‌نوعان‌شان بی‌تفاوت نیستند. آزمایش‌ها نشان می‌داد که هرگاه تنها یک نفر شاهد رنج و محنت دیگری باشد، احتمال کمک بسیار بالا خواهد بود؛ با افزایش تعداد شاهدان اما، نه تنها از احتمال آنکه یک فرد معین (از پیش نشانه‌گذاری‌شده برای محقق) پیشنهاد کمک بدهد، کاسته می‌شود، بلکه حتی از احتمال آنکه حداقل یک نفر پیشنهاد کمک بدهد کاسته می‌شود. روانشناسان اجتماعی سه عامل را در توضیح این یافته‌های تجربی مهم می‌دانند:
1. توزیع مسئولیت: هرچه جمع بزرگتر باشد، از بار روانی و هزینه کمک‌نکردن کاسته می‌شود.
2. بازدارندگی تماشاچیان: هرچه جمع بزرگتر باشد، شرم و خجالت فرد یاری‌رسان از اینکه کمکش مناسب نباشد، بیشتر می‌شود.
3. تأثیر اجتماع: انسان‌ها، مقتضی‌بودن کمک خود را از رفتار دیگر افراد گروه استنباط می‌کنند. در جمع‌های بزرگ، عدم مداخله هر فرد، به دیگران این علامت را می‌دهد که احتمال آنکه این مداخله مناسب باشد کم است.

ازبرن (۲۰۰۴) در کتاب خود، مقدمه‌ای بر نظریه بازی‌ها، یک توضیح ریاضی (بر پایه نظریه بازی‌ها) برای این پدیده ارائه داده‌است که ضمن تأیید شواهد تجربی یادشده، رویداد قتل فجیع کیتی را هم توضیح می‌دهد.